# Лёбау, Ева
Ева Лёбау  (нем. Eva Löbau; род. 26 апреля 1972 года, Вайблинген) — австрийская актриса. Получила международную известность благодаря роли медсестры Гретхен Эрфурт в фильме «Неизвестный» 2011 года.

## Биография
Лёбау родилась в австрийской семье в немецком городе Вайблинген и выросла в Плохингене. После окончания средней школы Лёбау начала изучать философию в Университете Гумбольдта в Берлине в начале 1990-х, прервав учёбу в 1993 году, дабы обучаться актёрству в Театральной академии имени Макса Рейхардта в Вене.
После получения диплома и первого выступления в Городском театре она дебютировала на экране в 1999 году в сотрудничестве с режиссёром Иэном Дильтеем в короткометражном фильме «Лето на смех», который был успешно показан на кинофестивале в Хофе. В том же году они исполнила главную роль в фильме «Я понесу тебя на руках». За роль молодой матери-одиночки Рамоны она была удостоена награды за лучшую женскую роль на Международном фестивале кино в Хихоне.